# Datos abiertos de investigación
Los datos abiertos, también conocidos como open data, son datos elaborados específicamente para su utilización, redistribución y reutilización. Estos están relacionados con otros conceptos, como la ciencia abierta (open science), el big data  y el data government.  
El open data hace referencia al concepto de datos de acceso abierto. Los datos de acceso abierto son completamente libres, esto quiere decir que se puede acceder a ellos, utilizarlos y distribuirlos sin ningún obstáculo. 
Se puede afirmar que los datos abiertos de investigación son todo el material que ayuda a facilitar el intercambio de conocimientos y que sirve para verificar todos los resultados de diferentes investigaciones. Estos cumplen ciertos requisitos que los hacen de este tipo como por ejemplos: ser registrados durante el trascurso de la investigación, ser reconocidos por la comunidad científica y haber sido certificados. 
Los datos abiertos de investigación se presentan de muchos tipos de formatos (números, textos, videos, tablas, diagramas, etc.), tanto de manera física como digital. 
Ayuda a las investigaciones científicas, puesto que el acceso a estos datos abiertos ofrecidos por plataformas de libre acceso, permiten una mejor discusión de los datos e investigaciones realizadas. En definitiva, el acceso libre y gratuito a los datos, favorece al desarrollo científico.

## Características
Los datos abiertos se caracterizan por cumplir con los principios FAIR (ofrecen un conjunto de cualidades precisas y medibles que una publicación de datos debería seguir para que los datos sean Encontrables, Accesibles, Interoperables y Reutilizables)  y hacer mención a estos principios en el Plan de Gestión de Datos.
1. Findable (encontrables): Los datos y metadatos pueden ser encontrados por la comunidad después de su publicación, mediante herramientas de búsqueda.
2. Accessible (accesibles): Los datos y metadatos están accesibles y por ello pueden ser descargados por otros investigadores utilizando sus identificadores.
3. Interoperable (interoperables): Tanto los datos como los metadatos deben estar descritos siguiendo las reglas de la comunidad, utilizando estándares abiertos, para permitir su intercambio y su reutilización.
4. Reusable (reutilizables): Los datos y los metadatos pueden ser reutilizados por otros investigadores, al quedar clara su procedencia y las condiciones de reutilización.

## Formas de publicación
La publicación de estos datos puede darse de dos maneras:
Vía verde: conocida como Green Open Access, consiste en la publicación de los datos en repositorios digitales, de forma gratuita. El inconveniente de estos artículos es que puede haber limitaciones en los derechos para compartir y reutilizar el contenido y puede que no estén disponibles en el momento de su publicación.
Vía dorada: aquellas en las que el artículo y el contenido relacionado con este se hallan disponibles de forma gratuita y sin restricciones de acceso desde el primer momento. Se diferencia de la vía verde dado que lo más habitual es que haya que pagar por la revisión de los artículos, lo más habitual es que pague el autor. Como inconvenientes destacamos la poca garantía de que se conserven en el futuro y las confusiones al respecto de qué se puede hacer con ellos y qué no, en resumen, generan debate de transparencia.

## Ventajas e Inconvenientes
El uso de datos abiertos es una práctica cada vez más utilizada por la sociedad actual, por lo que su uso conlleva una serie de consecuencias ya sean para bien o para mal.  
- Algunas de las ventajas o beneficios que tiene el uso de datos abiertos de investigación sobre la sociedad son las siguientes:

1. Permite la validación de los descubrimientos.
2. Aumenta la credibilidad de la ciencia, puesto que genera una mayor inversión pública a favor de esta.
3. Se tienen mayores oportunidades para explorar nuevos campos, fomentando la innovación.
4. Aumentan las posibilidades de trabajar con grandes volúmenes de datos favoreciendo la mejora del análisis y asía evitar errores.
5. Permite la reproducibilidad de los trabajos.
6. Permite comprender mejor cómo se obtuvieron los resultados de las investigaciones científicas.
7. Permite que muchos proyectos puedan hacerse con un coste mínimo aprovechando los datos existentes, logrando un mejor uso de los recursos y mejorando la eficiencia.
8. Mejora la transparencia.
9. Aumenta la visibilidad y el impacto de la investigación.
10. Aporta recursos para la educación y la formación.

A pesar de que hay muchos factores a favor del uso de datos abiertos, también hay una serie de inconvenientes a tener en cuenta.
- Algunos de los inconvenientes del uso de los datos abiertos para la sociedad:

1. Algunos usuarios hacen un mal uso de los datos abiertos.
2. No dan reconocimiento a sus autores o contradicen sus obras.
3. Publicación de contenido irreal o incorrecto.
4. Mayor confusión y falta de objetividad, debido a la publicación de opiniones o puntos de vista.
5. Inexistencia de infraestructuras adecuadas para llevar a cabo el almacenamiento de datos.
6. Escasez de tiempo para gestionar y almacenar correctamente los datos.
7. Falta de normativas que controlen la publicación y clasificación de los datos

Además de estos inconvenientes, existen una serie de factores que entorpecen el desarrollo del acceso abierto a los datos como por ejemplo: 
- La poca o inexistente financiación que reciben.
- La falta de reconocimiento o de colaboración entre los investigadores.
- La inexistencia de mandatos que regulen y/o las favorezcan.
- La falta de recursos que aseguren la eficacia en la gestión de los datos.

Desencadenando en un uso escaso de los datos abiertos compartidos en la red. Todo esto perjudica en varios aspectos a la sociedad y empresas o asociaciones con fines lucrativos o no.  

## Importancia
En los últimos años, el desarrollo social ha propiciado una transformación histórica que ha hecho que los datos abiertos sean una realidad y una necesidad. 
El impulso de la ciencia abierta, el desarrollo y el avance de las Tecnologías de información y la comunicación (TIC) sumado a la gran cantidad de datos, son elementos que han hecho imprescindible esta práctica para comunicar resultados de investigaciones en la comunidad científica, así como para satisfacer las necesidades informativas de empresas (ya sea por fines comerciales o no). 
Otro de los motivos de su relevancia es la capacidad de generar riqueza. Compartir datos puede beneficiar a la sociedad en numerosos casos como luchar contra enfermedades (como la covid-19) o hacer frente a crisis económicas (Crisis de 2008).